# Breganze Marzemino superiore
Il Breganze Marzemino superiore è un vino DOC la cui produzione è consentita nella provincia di Vicenza.

## Caratteristiche organolettiche
- colore: rosso rubino più o meno vivace
- odore: molto intenso, gradevole, caratteristico
- sapore: vinoso, intenso e gradevole con o senza persistenza gradevole di legno

## Abbinamenti consigliati
Grande vino da dessert, ottimo abbinamento con dolci di pasta non lievitata, tipo crostata, è uno dei maggiori vini da meditazione

## Produzione
Provincia, stagione, volume in ettolitri
- nessun dato disponibile